# زیرافکند

محل صداهای مقام زیرافکند بر روی پرده‌های سازهایی مثل تار، سه‌تار و عود که با فاصلهٔ چهارم درست کوک شده‌اند.

زیرافکند یا زیرافگند نام یکی از ۱۲ مقام اصلی موسیقی قدیم ایران بوده است. نویسندهٔ رسالهٔ کنزالتحف در باب زیرافکند گفته است که این مقام را به همراه زنگوله و بزرگ باید بیشتر در مجالس اهالی عراق و تاجیک (مناطق مرکزی ایران) نواخت. وی همچنین مقام زیرافکند را همراه با مقام‌های راهوی، بزرگ، زنگوله و حسینی، مقامی حزن انگیز دانسته است. صفی‌الدین ارموی نیز مانند صاحب کنزالتحف، مقام زیرافکند را مقام غم (شدّ المحزون) می‌داند.

## تاریخچه
نام زیرافکند را می‌توان در فهرست الحان منسوب به دورهٔ ساسانی دید. قابوس‌نامه که از کهن‌ترین منابعی در دورهٔ اسلام است که در آن به مقام‌های موسیقی اشاره کرده نیز از زیرافکن نام برده‌است. نام زیرافکند احتمالاً اشاره به افکندن (کنار گذاشتن و استفاده نکردن) از سیم چهارم ساز عود (که به آن زیر گفته می‌شده) اشاره دارد.
علا منجم در یکی کتاب‌های خود، به دو زیرافکند اشاره می کند: زیرافکند بزرگ و زیرافکند خُرد. وی می‌گوید  مقام‌های اصلی هفت عدد هستند، که هرکدام به یکی از ستارگان منسوبند، و از هرکدام از این مقام‌ها نیز یک مقامِ فرعی منشعب شده است. باتوجه به این نظر، علا منجم مقام زیرافکند بزرگ را منشعب از بسته نگار، و خودِ بسته نگار را منسوب به زهره می‌داند. او سپس زیرافکند خُرد را به عطارد منتسب می‌کند و نهاوند را شعبه‌ای از این مقام معرفی می‌کند.
مولوی نیز در اشعار خود به دو زیرافکند اشاره کرده‌است اما با نام‌های «زیر کوچک» و «زیر بزرگ». این دو زیرافکند در کتاب صفی‌الدین ارموی اصلاح، و به روش دیگری ذکر شدند، که این روش تا قرن دهم ادامه پیدا کرد. ارموی مقام «زیرافکند کوچک» را فقط «زیرافکند» نوشت، و «زیرافکند بزرگ» را با نام «بزرگ» ثبت کرد. این روش تا قرن دهم ادامه یافت اما از آن زمان به بعد تغییر کرد، و در بیشتر کتاب‌های فارسی، مقام «زیرافکند کوچک» نیز فقط «کوچک» نوشته شد.
البته برخی نیز میان زیرافکند و کوچک اختلافاتی قایل بوده‌اند. به طور مثال شیخ صفدی معتقد بوده‌است که زیرافکند با اضافه شدن دو نغمه به کوچک به وجود می‌آید، و با کوچک فرق دارد.
محمد نیشابوری در رسالهٔ خود، زیرافکند را جزو دوازده مقام اصلی نمی‌داند، بلکه معتقد است زیرافکند از شعبات مقام راست است. وی می‌گوید مخالف راست را در سه حالت می‌خوانند: «در پستی، در روی آهنگ و در تیزی». نیشابوری زیرافکند را همان تیزیِ مخالفِ راست می‌داند. اما پورجوادی می‌گوید از آنجا که پس از محمد نیشابوری فقط در مصیبت‌نامه عطار نیشابوری از مقام مخالف راست نام به میان آمده، به احتمال زیاد این مقام تنها در نیشابور رایج بوده است.

درجه‌های مقام زیرافکند بر اساس رسالهٔ شرفیهٔ صفی‌الدین ارموی.

## گوشه
هم‌اکنون نیز در موسیقی دستگاهی ایران، گوشه‌ای با نام زیرافکند در دستگاه ماهور وجود دارد؛ اما این گوشه با مقام زیرافکندِ قدیم از لحاظ فواصل متفاوت است. در نظام دستگاهی موسیقی ایرانی، زیر افکند رابطی بین گوشهٔ حصار و داد در دستگاه ماهور است.